# Communauté juive de Fălticeni

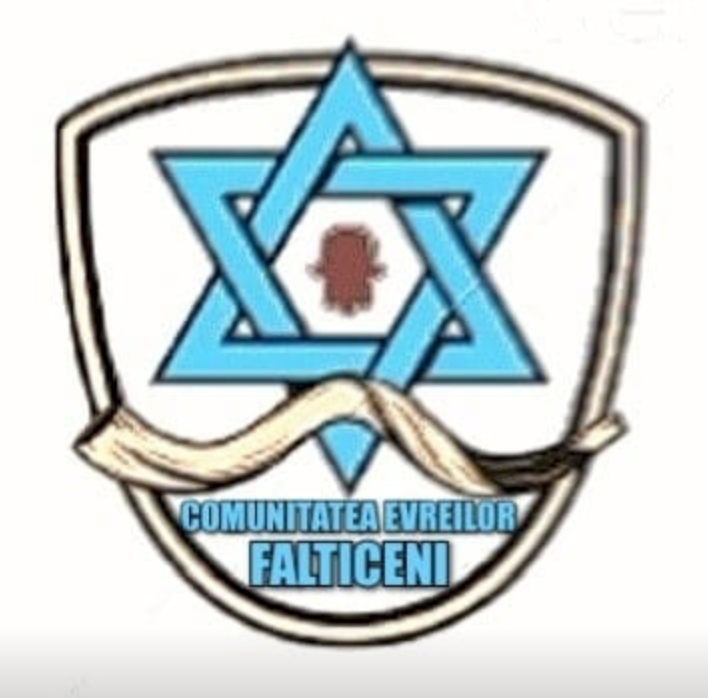
Logo de la communauté juive de Fălticeni

L'existence de la communauté juive de Fălticeni en Moldavie (Roumanie) se confond avec la première esquisse de la ville de Fălticeni, en 1490. Elle se développe durant le XIXe siècle pour décliner à partir du début du XXe siècle jusqu'à devenir symbolique au siècle suivant. 

## Histoire

### Cryto-communauté
La première attestation écrite de la ville date du 15 mars 1490, quand le trésorier Isac a acheté les terres du village Fulticenii, situé sur la rivière Șomuz, de Neacșa, la fille d'Hanea.

### Situation de la communauté jusqu'en 1918

#### Au XVIIIesiècle
La ville de Fălticeni est fondée en 1779 sous le règne de Constantin Moruzi, Hospodar de Moldavie. C'est la première ville de Roumanie fondée par des Juifs sous la protection des princes. L'historien de la ville, Artur Gorovei, mentionne dans sa monographie qu'en 1772, trois frères juifs vivaient déjà en ville, et précise que l'origine de la ville provient de l'établissement de ces Juifs. En 1774, quand la Bucovine est annexée par l'Autriche, plusieurs Juifs s'enfuient à Fălticeni. 
Le 1er juillet 1780, le contrat signé entre le propriétaire terrien Ioniță Bașotă et les Juifs, leur permet de construire une synagogue dans le voisinage à condition que de l'extérieur, celle-ci ne se différentie aucunement des maisons avoisinantes. Il leur cède aussi une parcelle de terre pour y créer un cimetière. Une pierre tombale datant de 1780 se trouve actuellement encore dans l'ancien cimetière juif. Ils ont l'autorisation d'exercer un commerce et ne sont obligés que de payer les taxes fixes. Les résidents ont l'interdiction de vendre leur maison sans l'autorisation du propriétaire terrien. Approuvé par le prince, ce contrat est aussi signé par les boyards possédant les terres avoisinantes. Aucune restriction n'est imposée quant au nombre de Juifs pouvant s'installer dans la ville, et la validité du contrat est permanente. Cet accord pour la création d'une telle ville va s'avérer si réussi, que le prince accordera des droits similaires aux Juifs d'autres villes, afin d'attirer de nombreux Juifs dans ces villes. Afin de séduire d'autres Juifs, le propriétaire terrien ajoute d'autres droits au contrat initial, comme le droit d'élever des animaux pour la vente. Il écrit aussi une lettre aux Juifs de Suceava en Bucovine pour les informer des privilèges offerts sur ses terres. Il invite aussi les Juifs de Bessarabie et de Galicie. Plusieurs Juifs s'installent à Fălticeni en provenance de la ville de Baia, fuyant les inondations de la rivière Moldova, et de Bucovine du sud, à la suite du refus des autorités autrichiennes de leur louer des terres et des auberges.     
En 1795, la Grande synagogue (Sinagoga Mare din Fălticeni) est construite en bois.     

#### Au XIXesiècle

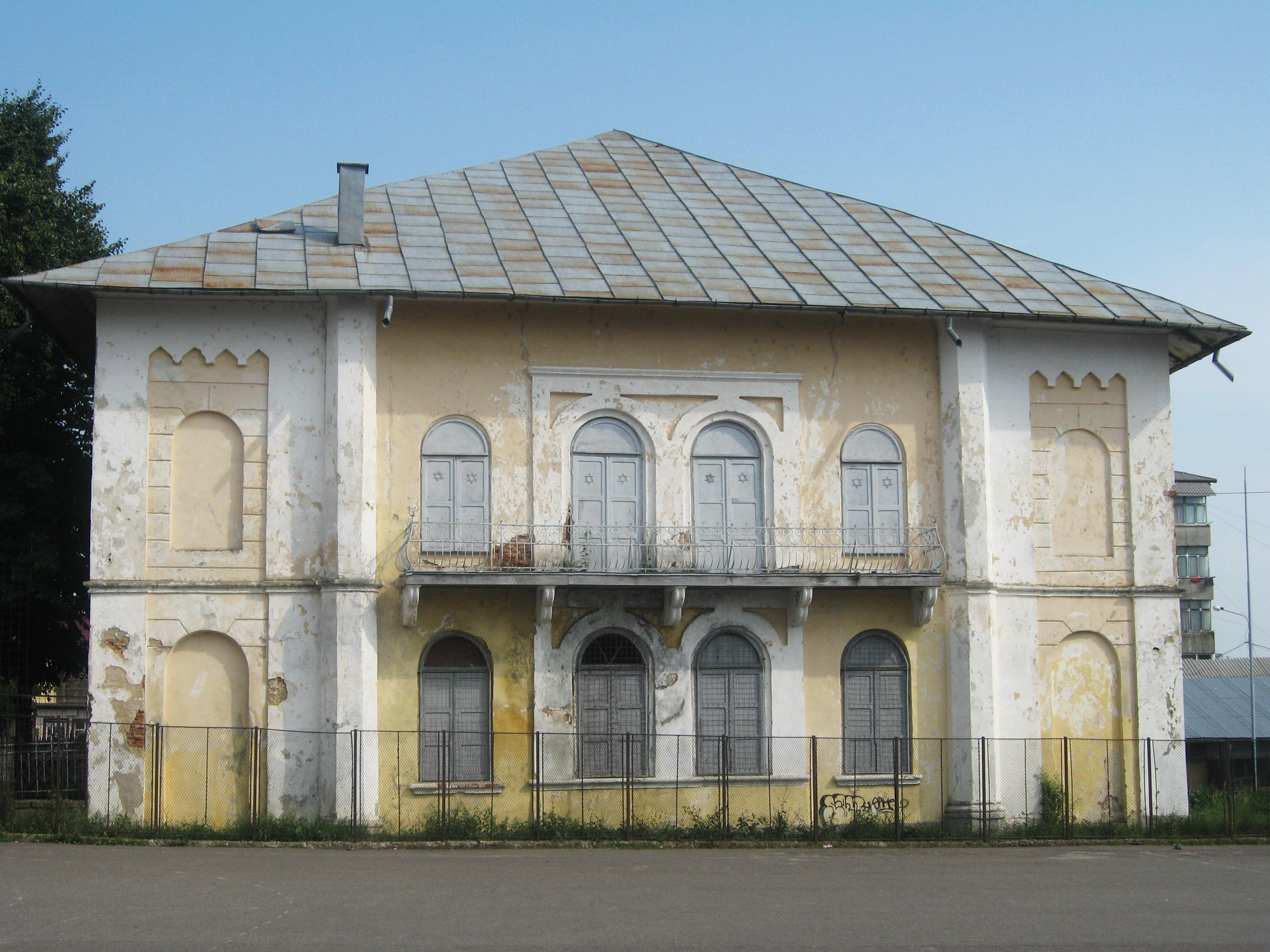
Grande synagogue de Fălticeni

À partir de 1810, avec le changement de propriétaire du domaine, des disputes éclatent entre les Juifs, le nouveau propriétaire et les propriétaires des domaines avoisinants, chacun prétendant être en droit de recevoir les taxes payées par les Juifs. Les Juifs portent l'affaire en justice, mais le jugement se faisant attendre, ceux-ci ne payent plus de taxes, et profitant de l'absence d'un propriétaire légal, décident de construire des synagogues en pierre avec comme seule autorisation, celle des autorités.
Pendant la révolution de 1821 en Moldavie et Valachie, la ville est pillée et incendiée par les Etéristes. Les révolutionnaires grecs s'emparent des dirigeants de la communauté juive, les conduisent au monastère de Targu Neamt et exigent une forte rançon pour leur libération. Plusieurs seront torturés et assassinés, les autres ne devront leur salut qu'à l'arrivée de l'armée ottomane.
En 1823 le prince Ioan Sturdza accorde les droits de propriété sur le domaine à Andrei Bașotă, neveu du premier propriétaire. Celui-ci abroge l'accord de 1780 et désire signer un nouveau contrat avec les Juifs, qui augmente les taxes existantes et en crée de nouvelles.
Se basant sur le contrat de 1780, qui mentionnait une validité permanente, les Juifs s'opposent à cette abrogation et éconduisent au printemps 1825 les collecteurs venus pour percevoir les impôts. Mais le prince annule l'accord de 1780 et autorise le nouveau statut. Ce n'est qu'en 1836, que les Juifs et le propriétaire du domaine arrivent à s'entendre et qu'ils obtiennent la possibilité d'acheter les terrains dans le centre-ville sur lesquels ils ont vécu. 
Les Juifs de Fălticeni travaillent principalement dans le négoce de marchandises. La ville est située à la frontière entre la Roumanie et l'Autriche-Hongrie, ce qui entraîne un fort développement du commerce entre les deux pays, qui profite à la communauté juive. Le poète bessarabien (en) Constantin Stamati affirme à cette époque que le chef de son domaine de Ciurea soutient les Juifs et que, par conséquent, la population chrétienne est forcée « d'acheter du pain et de la viande d'une manière détestable aux Yids ». 
La communauté juive voit le nombre de ses membres croître rapidement, passant de 1 500 en 1803 à 3 200 en 1831, avec l'arrivée de Juifs de Bessarabie et de Bucovine, puis à 4 152 en 1838. En 1859, 5 767 Juifs vivent à Fălticeni, représentant 63,5 % de la population totale de la ville.
Dès 1832, les Juifs deviennent la population majoritaire dans huit des quarante foires moldaves. Celle de Falticeni dure trois semaines et est considérée comme l'une des plus importants d'Europe. Parmi les villes à population majoritairement juive, figurent en tête Fălticeni à égalité avec Dorohoi, Bucecea constituées de 85,9 % de Juifs dans la population totale, suivis de Frumuşica, Hârlău, Burdujeni, Lespezi, Şeuleni, Burdujeni, Lespezi et Şeuleni.
La Grande synagogue de Fălticeni est incendiée et reconstruite en brique et pierre en 1852.
Pendant la seconde moitié du XIXe siècle, la communauté est florissante (100 familles juives en 1857) et s'équipe de plusieurs institutions: un Mikvé (bain rituel) en 1857, un hôpital juif en 1857 (dont la qualité est louée dans le journal officiel du gouvernement en 1892), un Talmud Torah (école primaire juive) en 1874 et une école secondaire juive en 1897. Le nouveau cimetière ouvre en 1870. 
Les Juifs sont majoritairement commerçants et jouent un rôle important dans l'exportation du bois et des peaux de la région. La Banque de Suceava et la petite banque de crédit sont fondées par des Juifs, ainsi que plusieurs entreprises de teinture et deux imprimeries. Le nombre de Juifs varie pendant cette période entre 4 000 et 5 000, atteignant même un pic à 5 499 membres en 1899. À partir de cette date, la population juive décroit en raison d'une forte émigration vers les États-Unis.

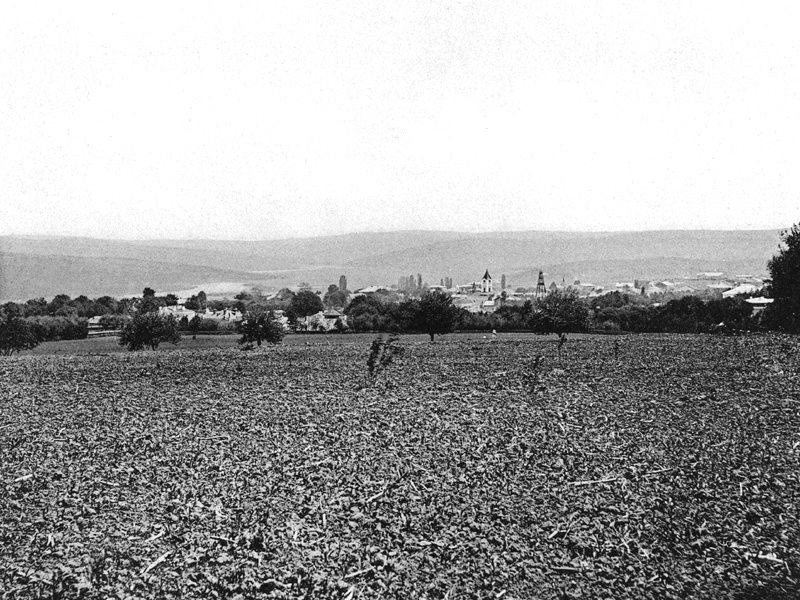
Vue de la ville, 1901-04

En 1882, l'expulsion des Juifs des villages commence ; Falticeni et ses environs sont un endroit privilégié pour les pogroms à cause de la présence du  chef de la police hostile aux Juifs, nommé vice-curateur de la région. Des Juifs de plusieurs villages tentent de se soulever contre l'expulsion vainement ; certains autres qui se plaignent sont emprisonnés.
En 1900, le ministère de l'Intérieur détourne la taxe sur la viande qui était perçue par la communauté au profit de la mairie, afin qu'elle nomme des abatteurs rituels (shochtim) et verse leurs salaires. L'appel de cette décision par la communauté montre que la majorité des 1 500 chefs de famille juive manquait de moyens, et affirme que la communauté ne peut pas maintenir un hôpital et deux écoles sans la perception de cette taxe. Quelques années plus tard, le ministre de l'Intérieur décide que le maire n'est pas autorisé à s'impliquer dans les affaires de la communauté.
En 1910, on ne recense plus que 4 751 Juifs à Fălticeni dont 291 marchands, 104 tailleurs, 83 cordonniers, 20 forgerons, 25 charpentiers et 236 praticiens de diverses professions ; en 1916, 34 synagogues et maisons de prière sont en fonctionnement.

### Période de l'Entre-deux-guerres
En 1925, Jean Mihail réalise le film muet Manasse, - adaptation d'une pièce de théâtre écrite par Ronetti Roman, devenue célèbre après le scandale déclenché par l'interdiction du spectacle au Théâtre National en 1906 pour des raisons antisémites - tourné en partie à Fălticeni.
Après le rattachement de la Bucovine à la Roumanie en 1918, Fălticeni ne se trouve plus une ville frontalière et perd par conséquent de son importance. De nombreux Juifs quittent la ville, tandis que la situation économique de ceux qui restent se détériore fortement.
Les conditions de vie des Juifs de Fălticeni dans la période de l'entre-deux-guerres sont décrites dans ses mémoires par le Dr Moses Rosen, futur grand-rabbin de Roumanie et président des communautés juives de Roumanie après la Seconde Guerre mondiale: 
«  Je suis allé tous les jours avec lui [son père] à notre synagogue par la rue des artisans. Les ferblantiers, les porteurs d'eau, les peaussiers, les menuisiers, tous vivaient dans une sorte de sous-sol, avec leur femme et leurs enfants. Ils n'avaient pas d'escalier, mais une échelle pour descendre jusqu'à leur appartement. Je les regardais avec étonnement. Leur situation semblait un peu meilleure que celle des animaux de la forêt. Toutefois, malgré la pauvreté effroyable et des conditions de vie inhumaine, ils sont restés là et n'ont jamais perdu confiance. Ils avaient envie d'entendre les paroles de la Torah et de réciter des psaumes en hébreu, bien qu'ils en avaient perdu le sens. »
Puis le futur grand-rabbin mentionne qu'il a alors connu à l'école, les premières manifestations d'antisémitisme, de la part d'un enseignant et d'un camarade de classe.
Dans l'Entre-deux-guerres, des Juifs participent à la vie politique, et on en trouve parmi les dirigeants locaux comme le vice-maire de la ville Adolf Baier. Selon le recensement de 1930, 4 216 Juifs vivent dans la ville de Fălticeni, représentant 36,6% de la population totale.
Dans le recueil de nouvelles intitulé Fălticeni mon amour publié en 1966, le philologue chrétien (en)Paul Miron (1926-2008) rappelle le monde révolu de l'Entre-Deux-guerres : la foire de Saint-Elie, les incursions des « lanciers » d'(en)AC Cuza contre la population juive, l'écoute secrète de la radio « Europe libre », le cirque Klutzki... « Paul Miron était imprégné de l'atmosphère de la foire de son enfance, il était enchanté par la sagesse des rabbins et l'humour des juifs de Fălticeni, il les avait gardés dans son âme comme la lumière de ses yeux ».
À la veille de la Seconde Guerre mondiale, seuls 600 des 1 200 chefs de famille peuvent payer des impôts directs à la communauté. Le reste des revenus provient de la taxe sur la viande, de la société funéraire ('Hevra Kadisha) et des revenus locatifs des immeubles de la communauté, alors que les revenus des bains publics couvrent les besoins de l'hôpital. 

### Seconde Guerre mondiale
Dès son arrivée au pouvoir en 1937, le gouvernement d'Octavian Goga élabore des lois antisémites qui conduisent à toute une série de persécutions contre les Juifs: ceux-ci sont roués de coups dans les rues, obligés de garder leur magasin ouvert le Chabbat, etc. En juin 1940, le gouvernement de Ion Antonescu adopte de nouvelles lois plus draconiennes, prévoyant la confiscation des biens juifs, l'expulsion des écoles et de la fonction publique de tous les Juifs, l'interdiction pour un médecin juif de traiter des patients d'une autre ethnie.
Selon le recensement de 1941, il y a encore 4 020 Juifs  habitant Fălticeni soit 31,8% de la population.
En juin 1941, un corps militaire allemand s'installe en ville et s'empare des synagogues et des bâtiments juifs afin d'y loger ses officiers et ses soldats. 139 Juifs sont recensés pour avoir été affectés aux travaux forcés dans la ville, en septembre 1941,.
Le 18 août 1941, tous les Juifs de la ville reçoivent l'ordre de porter l'étoile jaune. Un camp de concentration est créé à Fălticeni pour interner des Juifs de la ville et des localités avoisinantes de Lespezi et de Liteni (ils seront 325). Sur les 5 000 Juifs déportés en Bessarabie et Transnistrie, seuls environ 3 700 survivront à la guerre.

### Déclin de la communauté juive après la Seconde Guerre mondiale
La première vague d'émigration des Juifs de Fălticeni par Chypre vers la Palestine a lieu fin 1947. Entre automne 1950 et avril 1951, la plupart des Juifs de Fălticeni émigrent légalement vers le nouvel État d'Israël. Une autre vague d'émigration a eu lieu entre 1958 et 1962.Les émigrants doivent rembourser à l'État roumain le coût de leurs études. Ceux-ci doivent vendre tous leurs biens avant de partir définitivement pour Israël.
Venu enfant à Fălticeni en 1953, l'écrivain (ro) Grigore Ilisei n'y remarque pas l'existence d'autres ethnies que juive ; « il découvre les Juifs, avec leurs coutumes et leurs particularités. Les figures du barbier Weisman, du tailleur de luxe Meier ». L'auteur note : « A cette époque, la vie de la grande communauté juive de Fălticeni s'était éteinte comme une bougie (…) Les Juifs partaient par cohortes en Israël. J'avais le sentiment, qui ne me quitte pas encore maintenant, que quelque chose de l'esprit de la foire était en train de mourir. Les précurseurs de ceux qui repartaient à Bejenie en étaient venus à peu près en 1780, l'année de la fondation de la ville (…) Avec un esprit d'entreprise remarquable, ils avaient donné du dynamisme à la foire (...), la transformant en un centre d'affaires prospère ».
En 1968, Fălticeni est intégré au nouveau județ ou comté de Suceava.
À l'été 1999, la communauté juive de Fălticeni loue le site de deux hectares de l'ancien cimetière juif qui a plus de 200 ans, avec une pierre tombale juive de 1780, confirmant l'installation précoce des Juifs sur ces terres.
En juillet 2005, la présidente de la communauté, Tania Grünwald, demande à la mairie d'assurer la sécurité de la Grande synagogue, du vieux cimetière juif rue Brosteni dont les pierres tombales ont été endommagées ou utilisées par les habitants pour les fondations de leurs maisons, ainsi que du nouveau cimetière de la rue Victoriei. Elle indique que ces lieux saints sont situés dans des zones fréquentées par des Roms, et que des destructions de clôtures, des vols et des cambriolages ont déjà eu lieu.   
En 2007, la communauté juive de Fălticeni ne compte plus que 40 membres mais les données publiées par la municipalité diffèrent : 201 Juifs en 1977, 52 en 1992 et 18 en 2002.  

## Lieux de prière

### Synagogues
L'écrivain roumain Dimitrie Bolintineanu indique dans son livre de 1859 Călătorii în Moldova (Voyage en Moldavie) qu'il existe alors 13 synagogues à Fălticeni. À la fin du XIXe siècle, on peut mentionner les synagogues suivantes : Sinagoga Mare (Grande synagogue) construite en 1795, rebâtie en 1854 ; la synagogue Leipziger construite en 1812 ; la synagogue Habad de 1852 ; la Sinagoga croitorilor (synagogue des tailleurs) de 1862 ; la Mahala de 1862 ; la Klaus de 1870 ; la Sinagoga cizmarilor (synagogue des cordonniers) de 1872 ; la Hevra Beit Semi et la Strul Hakatan de 1888 ; la Meir Ioil Last de 1890 et la Iuhr dont on ignore la date de construction.
En 1916, 34 synagogues et maisons de prière fonctionnent à Fălticeni.
En 1985, l'ancienne synagogue de la ville, construite en 1890 à l'entrée du marché de Fălticeni, est en partie détruite par un incendie. Le bâtiment juif se constituait d'une synagogue à l'étage et de plusieurs ateliers au rez-de-chaussée. Le manque de réparations a détérioré plus encore le bâtiment. En 2005, l'ancienne synagogue est démolie et un centre médical est érigé à sa place. 
Actuellement, la seule synagogue qui subsiste dans la ville est la Grande synagogue, qui ne fonctionne plus par manque de fidèles.

#### Rabbins
Parmi les rabbins qui ont officié à Fălticeni : 
- Ephraim Halevi Horwitz, rabbin arrivé en 1846 et décédé en 1864 ;
- Yehoshua Falk Wolfsohn Zeev, né en 1835 et auteur de livres d'exégèse biblique et de loi juive ;
- Shimshon Tenen, né en 1857 ;
- Abraham Arie Leib Rosen (1870-1951) qui a été nommé rabbin de la synagogue "Habad" en 1916 ;
- Yaakov Shechter Brezis, rabbin de la période 1937 à 1950 ;
- le Dr Moses Rosen (1912-1994), rabbin de la petite synagogue «Mahala» entre 1938 et 1940, qui deviendra par la suite Grand-rabbin de Roumanie.